# Augusto Magnaghi
Augusto Magnaghi-Delfino (Milano, 27 agosto 1914 – Milano, 23 novembre 1963) è stato un architetto e designer italiano.
Nato da Carlo e Dorina Alberizio, originari di Casorate Primo (Pavia), fu uno dei maggiori architetti milanesi del primo dopoguerra. Si occupò di edilizia pubblica (scuola elementare al quartiere Feltre a Milano - edifici ASL di piazzale Accursio e via Stromboli, sempre a Milano).
Ottenne il premio Montini per la progettazione della chiesa del Seminario Arcivescovile delle Gazzada (Como) e della chiesa di San Filippo Neri nel quartiere Bovisasca. Ideò anche l'ospedale Fornaroli di Magenta. Disegnò il primo divano-letto per la ditta Busnelli. Le sue maniglie sono esposte al museo di Arte Moderna di New York. Le stesse furono poste anche sulle navi da crociere Raffaello e Michelangelo.
Ottenne il premio Compasso d'oro nel 1954 per la progettazione della prima cucina componibile della ditta S.A.F.F.A. di Magenta.
La sua prima casa di Fino Mornasco (Como) è studiata tuttora come primo esempio di casa moderna.
Altre realizzazioni sono la casa di via Caboto 3 a Milano e quella posta di fronte al Teatro Dal Verme, famosa perché costruita sopra una strada percorsa dalle automobili.
Le sue ceneri riposano al Cimitero Maggiore di Milano.